# Iudaea
Iudaea Judæa på dansk, var en romersk provins, som omfattede de moderne stater Palæstina og Israel. I 1. årh. f.Kr. blev kongeriget Judæa underlagt Romerriget, først som klientkongedømme, siden som provins i imperiet.

## Klientkongedømmet Judæa
Rom blev den dominerende magtfaktor i regionen efter den tredje Mithridates krig, som sluttede i 63 f.Kr., hvor Syrien blev indlemmet i riget som en provins efter Mithridates IV’s nederlag til Pompejus Magnus. Han forblev i området efter sejren for at sikre freden dér, og dermed blev romernes indflydelse markant forøget i hele regionen.
Judæa var i 63 f.Kr. blevet kastet ud i en borgerkrig efter dronning Salome Alexandras død, hvor hendes to sønner, Hyrcanus II og Aristobulus II indbyrdes kæmpede om magten. Aristobulus sendte bud til Pompejus` repræsentant i området Aemilius Scaurus, da han var blevet lukket inde i Jerusalem af broderens hær. Aristobulus tilbød Pompejus en enorm belønning, hvis han blev hjulpet, hvilket straks blev accepteret. Da Aristobulus efterfølgende beskyldte Scaurus (som var Pompejus svoger) for pengeafpresning, blev han afsat af Pompejus, og Hyrcanus blev i stedet indsat af romerne som vasalfyrste og ypperstepræst.
Da Pompejus blev besejret af Julius Cæsar, skiftede magten i Judæa også hænder, Hyrcanus blev afsat, og Antipater (Antipas) blev indsat som fyrste. De romerske interesser i klientkongedømmet blev administreret fra provinsen Syrien, hvor Aulus Gabinius var prokonsul. Han inddelte Judæa i fem provinser (συνέδριον). I 44 f.Kr. blev både Cæsar og Antipater myrdet, og i 40 f.Kr. udpegede det romerske senat Herodes den Store, Antipaters søn, til jødernes konge. I den forbindelse var Herodes i Rom for blandt andet at ofre til Roms guder på Kapitol. Herodes fik først fuld kontrol over sit kongerige i 37 f.Kr., men i løbet af sin regeringstid fik han blandt andet udryddet de sidste makkabæere og anlagt den store havneby Caesarea Maritima. Da Herodes døde i 4 f.Kr., blev han efterfulgt af sine fire sønner, der hver regerede over en fjerdedel af riget som tetrarker.

## Provinsen Iudaea
I år 6 e.Kr. blev Judæa sammen med Samaria og Idumea omdannet til den romerske provins Iudæa, men denne inkluderede dog ikke Galilæa, Peræa eller Decapolis, og hovedstaden blev Caesarea. Da Quirinius blev legat (guvernør), gennemførte han den første folketælling (census) i Iudaea, hvilket førte til opstand fra zeloterne, idet folketællinger blev brugt til at fastlægge, hvor meget skat en provins skulle betale og førte derfor ofte til uroligheder. Provinsen havde kun beskeden økonomisk betydning for Romerriget, men den havde derimod stor strategisk betydning, da landruterne til den meget rige og vigtige provins Egypten gik lige igennem, og den var samtidig grænseprovins til romernes store nabo, Partherriget.
I en kort periode mellem 41 og 44 e.Kr. genvandt Iudaea sin status som autonomt kongerige, da Claudius udnævnte Herodes Agrippa som jødernes konge, men efter Agrippas død blev landet igen til en provins for på ny at blive et kongerige, da Agrippas søn Marcus Julius Agrippa blev udnævnt til konge i 48 e.Kr. Han blev den sidste i Herodes` dynasti. Da Agrippa III døde omkring 100 e.Kr., vendte området for sidste gang tilbage under direkte romersk kontrol. I hele denne periode var der en kejserlig prokurator, som var ansvarlig for sikkerheden og skatteopkrævningen.
Iudaea var centrum for tre større opstande mod romerne:

- 66-70 e.Kr. – Første jødisk-romerske krig opstand, som indbefattede indtagelsen af Masada og ødelæggelsen af Herodes tempel i Jerusalem.
- 115-117 e.Kr. – anden opstand, også kaldet Kitos krig, som blev sat i gang på grund af utilfredshed over skatteopkrævningen.
- 132-135 e.Kr. – tredje opstand kendt som Bar Kokhba-oprøret

Efter nedkæmpelsen af den tredje og sidste opstand omdøbte Hadrian provinsen til Syria Palaestina og Jerusalem til Aelia Capitolina for at ydmyge den jødiske befolkning og fjerne deres historiske tilknytning til området.